# YNW BSlime
YNW BSlime, właśc. Brandon King (ur. 10 kwietnia 2007 w Gifford) – amerykański młody raper, który przebił się singlem „Hot Sauce”. Następnie wykonał piosenki „Baby Slime Freestyle”, „Slime Emotions” i „Stop Playing”.

## Kariera
Zadebiutował na scenie singlem „Hot Sauce” wydanym 8 lipca 2019. Następnie pojawiły się single „Baby Slime Freestyle”, „Slime Emotions” i „Stop Playing”. 18 września 2019 wydana została piosenka „Just Want You”. 15 listopada 2019 został wydany album Baby Goat, na którym pojawił się gościnnie Lil Tjay. 15 listopada 2019 został wydany animowany teledysk do piosenki „Dying For You” do której gościnnie się dograł jego starszy brat YNW Melly. 31 stycznia 2020 YNW BSlime razem z Lil Yach’tym wydał remix „Just Want You”.
King 19 sierpnia 2020 roku wydał wakacyjny singiel „Luv U”. 7 października 2020 powstał kolejny animowany teledysk z YNW Mellym do piosenki „One Step”.
Podczas koncertu Yung Bansa, niespodziewanie pojawił się i zaśpiewał piosenki swojego brata, podczas gdy Melly był za kratkami.

## Życie prywatne
Ma dwoje rodzeństwa, brata i siostrę. Jego starszy brat to raper YNW Melly.

## Dyskografia
- Baby Goat (2019)